# Aralia rex
Aralia rex là một loài thực vật có hoa trong Họ Cuồng. Loài này được (Ekman) J.Wen mô tả khoa học đầu tiên năm 1993.